# Franclens
 Franclens  es una población y comuna francesa, en la región de Ródano-Alpes, departamento de Alta Saboya, en el distrito de Saint-Julien-en-Genevois y cantón de Seyssel.

## Demografía
| 209 | 201 | 191 | 215 | 305 | 335 |
| Para los censos de 1962 a 1999 la población legal corresponde a la población sin duplicidades (Fuente: INSEE [Consultar]) |     |     |     |     |     |